# Maléter Pál
Maléter Pál (Eperjes, 1917. szeptember 4. – Budapest, 1958. június 16.) magyar katona, az 1956-os forradalom egyik vértanúja, az 1956. novemberi harmadik Nagy Imre-kormány honvédelmi minisztere. Ugyanazon a napon végezték ki, amikor Nagy Imre miniszterelnököt és Gimes Miklós újságírót.

## Élete
Evangélikus értelmiségi családba született, édesapja Maléter István jogakadémiai tanár, a lutheránus kollégium igazgatója volt Eperjesen; édesanyja Lakner Margit. Maléter Pál először Prágában orvosnak tanult a Károly Egyetemen, ahol részt vett a németellenes diákmegmozdulásokban. 1938 novemberében Budapesten, a Pázmány Péter Tudományegyetem orvostudományi karán folytatta tanulmányait, de anyagi nehézségek miatt újra kénytelen volt őket abbahagyni.
Maléter 1939. 1. félévben az evangélikus egyház VIII. kerület, Üllői út 24. alatti Luther Otthon fiúkollégiumában lakott. Fennmaradt az Evangélikus Országos Levéltárban 1938. december 17-ei saját kezűleg írt felvételi kérelme.
1939-ben önként jelentkezett katonának. 1940-ben beiratkozott a budapesti Ludovika Akadémiára. Hivatásos tisztként Kassán kezdett el szolgálni. 1944. május 2-án megsebesült, és szovjet hadifogságba esett. Júniusban önként jelentkezett a németek elleni harcra. Erdélyben vett részt partizánharcokban, majd 1945 januárjában Debrecenben az Ideiglenes Nemzeti Kormányt védő őrzászlóalj parancsnoka lett.
1945-ben zászlóaljparancsnokká nevezték ki, és belépett a Magyar Kommunista Pártba. Ugyanebben az évben vette feleségül Pausz Máriát. Három gyermekük született, 1946-ban Pál, 1947-ben Mária és 1949-ben Judit. Később elváltak, és 1954-ben Gyenes Juditot vette el. A második házasságot titokban megtartott egyházi esküvőn Kuthy Dezső nyugalmazott evangélikus püspök saját lakásán áldotta meg, akit Maléter a Luther-otthon igazgatójaként ismert meg, 1939-ben.
1956 tavaszára ezredessé léptették elő.

## A forradalom idején
1956. október 23-án és 24-én a Budai Várnegyedben lévő parancsnokságon volt, aznap délben a Honvédelmi Minisztériumban vette át a főügyeletet.
Október 25-én harckocsikkal és az azokat kísérő tiszti iskolásokkal a Kilián laktanyába küldték, hogy „rendet csináljon” (a laktanya környékén a civil felkelők már október 24-e hajnala óta harcban álltak a szovjetekkel, sőt konfliktusba keveredtek a laktanya katonáival is). Érkezésekor Maléter tűzharcba keveredett a felkelőkkel, de napokkal később átállt az oldalukra. (Vitatott, hogy ez pontosan mikor történt.) Október 27-én és 28-án ellenőrzése alá vonta a laktanyát közrefogó épületszárnyakat, majd értesülve a kormány által elrendelt tűzszünetről, beszüntette a felkelők elleni harcot, ezt jelentette a minisztériumnak is.
Ezután napokig ment a huzavona a politikai és katonai vezetés, illetve a civil felkelők közt, mert az előbbiek az utóbbiak lefegyverzését követelték. Maléter lassan látta be, hogy ez lehetetlen. A Corvin közben részt vett a fegyverletételi tárgyalásokon. Nagy Imre hívására a Parlamentben jelen volt a munkástanácsok küldötteivel folytatott tárgyalásokon, majd október 31-én főszerepe volt a Nemzetőrséget megszervező megbeszélésen, ahol eldőlt: a civil fegyveresek is a forradalom véderejének részévé válnak.
November 1-jén Nagy Imre kinevezte helyettes honvédelmi miniszternek, majd november 2-án honvédelmi miniszternek, és előléptették tábornokká (vezérőrnagyi rendfokozatot kapott). Miniszteri kinevezését a Corvin köz parancsnoka, Pongrátz Gergely ellenezte, mert nem bízott Maléterben (és a kommunista párt- és állami vezetőkben sem). Pongrátz többször is nyíltan bírálta, azzal is megvádolta, hogy felkelők halálát okozta, ennek ellenére a laktanya és a Corvin köz végig együttműködött. Maléter a laktanya környékén harcoló többi felkelőcsoporttal is kapcsolatot tartott.
A Kilián laktanya hamar az ellenállás szimbolikus központjává vált, Maléter pedig a forradalom hőseként gyorsan nagy népszerűségre tett szert. Radics Géza így emlékezett egy tüntetésre: „Október 29-e hűvös, de szép őszi nap volt. Kimentem a Népligetbe, s mikor az Üllői út közelébe értem, láttam, hogy egy nagy tömeg tüntető halad az úton, miközben jelszavakat harsognak: »Ruszkik haza!« »Nagy Imrét a kormányba!« – és hasonlókat. Beálltam a tüntetők sorába, és magam is teljes erővel mondtam a többivel együtt. Amikor a Kilián laktanyához értünk, a tömeg megállt és valaki az élen elkezdte éljenezni: »Maléter ezredes a Kilián hős védője!«” »Malétert a kormányba!« Előkerült a »hős« tiszt is és vállra emelték. Maléter szabadkozott. Nem hinném, hogy a tüntetők között sokan lettek volna, akik Maléter nevét valaha is hallották, vagy akár ismerték volna a Kilián szerepét a forradalomban, de akkor nagyon jól, és meggyőzően hangzott. Annyi biztos, hogy Maléter csillaga mint üstökös ívelt a magasba.”

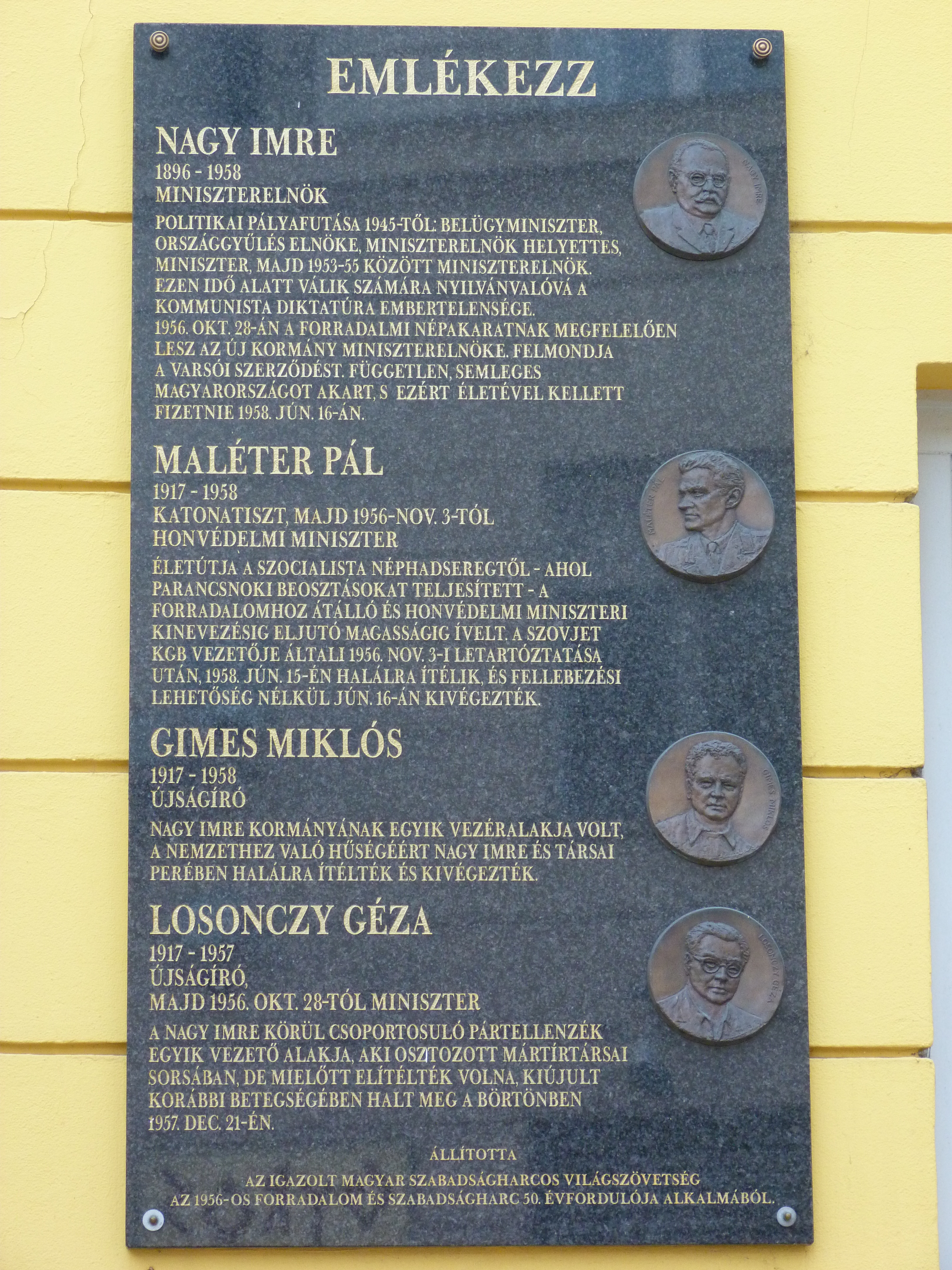
Emléktáblája a Corvin közben

Maléter túlságosan megbízott a szovjetek szavában. November 2-án tiszti gyűlést tartottak a Kilián laktanyában, ahol tiszttársai és környékbeli felkelőparancsnokok előtt meglobogtatta a délelőtti parlamenti tárgyalásai jegyzőkönyvét, amelyek szerint Malinyin szovjet hadseregtábornok azt ígérte, a szovjet csapatok legkésőbb 1957. január 15-éig kivonulnak az országból. (Ez alig két nappal a szovjet általános támadás előtt történt.)
Bár a tisztek megpróbálták lebeszélni, Maléter november 3-án magyar tárgyalóküldöttség tagjaként a tököli szovjet főparancsnokságra ment, ahol nyomban letartóztatták. (Gosztonyi Péter elbeszélése szerint a következőket mondta az őt az útról lebeszélni próbálóknak: „Akkor is: mennem kell. Ha nem megyünk – a szovjetek úgy veszik, mi nem akarunk tárgyalni. Mi szakítjuk meg a tárgyalás menetét… Tudom, volt ilyesmi már a magyar történelemben… De akkor is kötelességem menni!”). Január végéig szovjet fogságban volt, akkor átadták a magyar belügyi szerveknek.

### Maléter politikai elképzelései
Rákos Imre (1956-ban őrnagy) tanúvallomása szerint Maléter tiszttársai érdeklődésére október 30-án azt mondta el, hogy a következő feltételek teljesülése esetén támogatja a forradalmat:
1. A Nagy Imre-kormány elismerése
2. Fellépés a [horthysta] restauráció minden formája ellen
3. Azonnali (november közepéig) szovjet kivonulás
4. Az egyetemisták (MEFESZ) október 23-ai követeléseinek megvalósítása [ezekben szerepeltek a szabad választások is]
5. A kormány a felkelőket nyilvánítsa szabadságharcosoknak, az elesettek hozzátartozóit ennek megfelelően anyagilag támogassa.[5]

Elképzelései sokban eltértek a Corvin köz sok szabadságharcosának gondolkodásától, akik nála kevésbé voltak hajlamosak hinni a szovjetekkel való tárgyalások értelmében, illetve a Nagy Imre vezette kormányt – amelyet Maléter támogatott – sem tartották elég radikálisnak a szükségesnek vélt politikai változások végrehajtásához.

## Halála, temetése

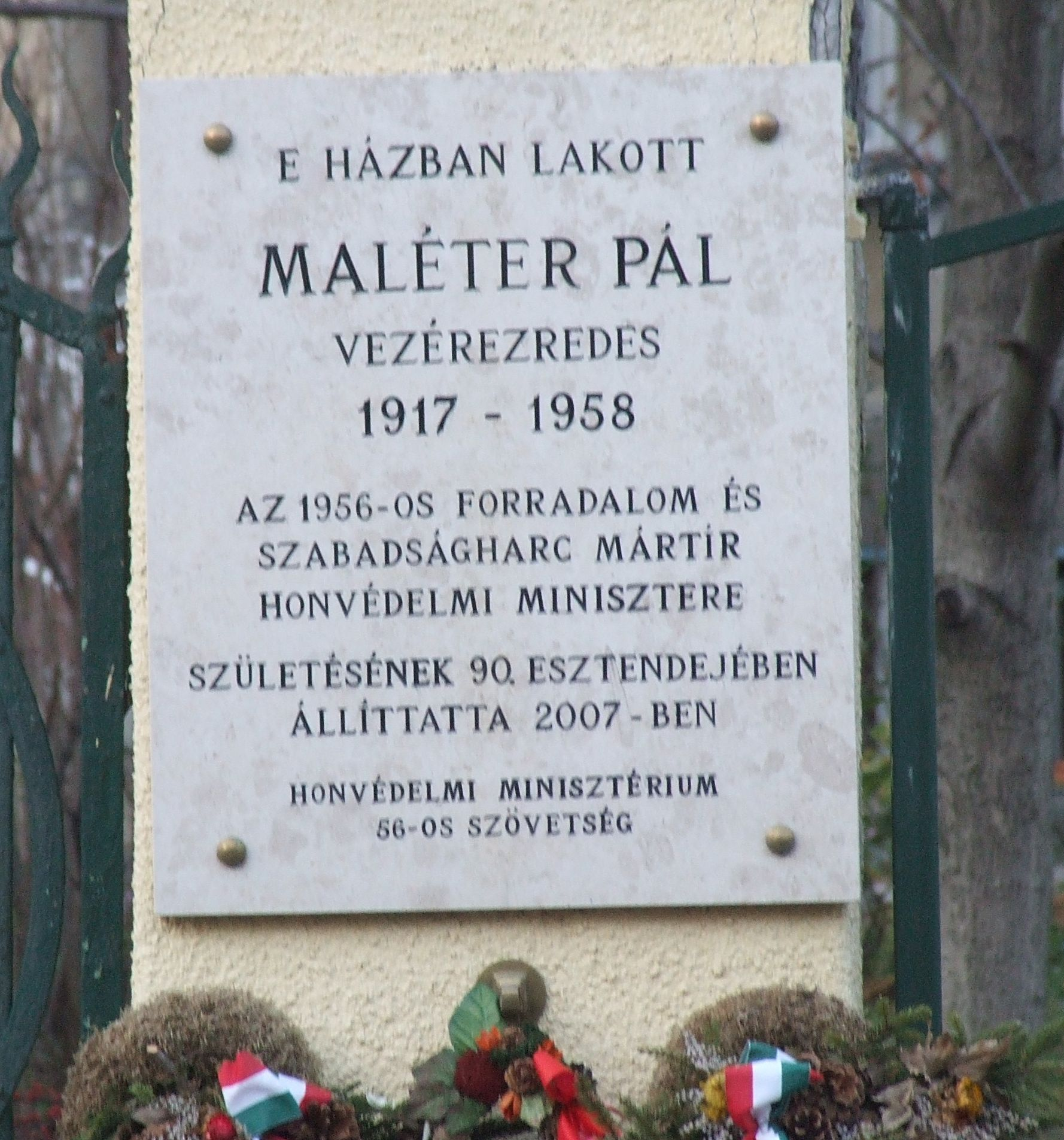
Emléktáblája az Orbánhegyi út 29. számú ház előtt

Kihallgatásai során végig következetesen kitartott a mellett, hogy 1956. október 23-a és november 4-e között Magyarországon forradalom zajlott. Ezen a véleményén azután sem változtatott, hogy a Nagy Imre-per vádlottainak levetítették a Köztársaság téri véres eseményekről készített filmet, Szántó Zoltán hamis tanúskodásával, ami komoly érzelmi megrendülést okozott neki.
Az utolsó szó jogán viszont már ellenforradalomról beszélt és a népbíróság előtt a Népi Államrend megdöntésére irányuló vádpontban bűnösnek vallotta magát, szigorú ítéletet kért magára.
Nagy Imre perében a népi demokratikus államrend megdöntésére irányuló szervezkedés bűntette vádjával halálra ítélték, és az ítéletet 1958. június 16-án akasztással végre is hajtották a Kozma u. 13. sz. alatti gyűjtőfogház udvarán. „1958. június 16-án hajnalban, a kivégzést követően Nagy Imre, Maléter Pál és Gimes Miklós holttestét koporsóba tették, és a budapesti Országos Börtön sétálóudvarán ásták el. A betemetett gödörre ócska bútorokat, limlomot hánytak. 1961. február 24-én titokban kiásták a koporsókat, köréjük kátránypapírt drótoztak és átvitték a szomszédos Újköztemető 301-es parcellájába, ahol hamis nevek alatt (Nagy Imrét »Borbíró Piroska« fedőnéven) jeltelen sírba ismét elásták” – írta Rainer M. János történész.

## Utóélete

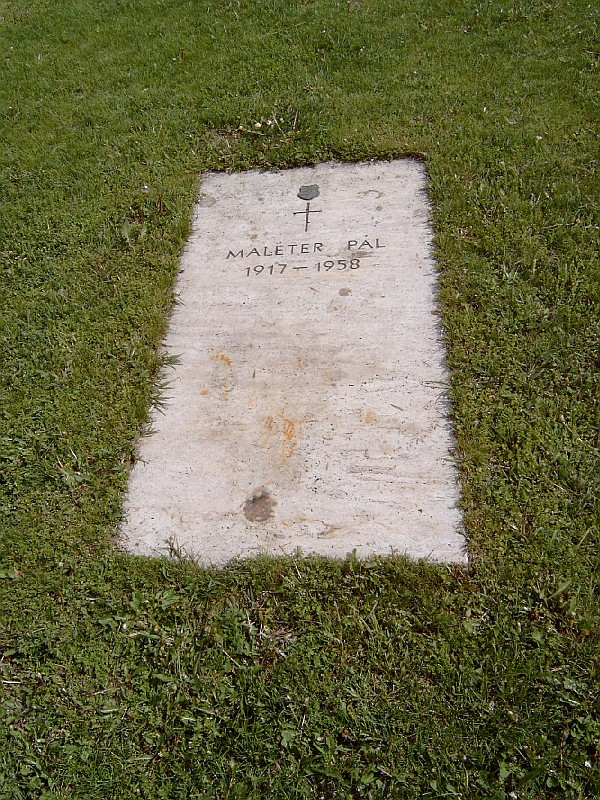
Maléter Pál sírja Budapesten. Új köztemető: 300

1989-ben rehabilitálták és posztumusz vezérezredessé léptették elő. 1989. június 16-án a budapesti Hősök terén nagy tömeg előtt rendezett ünnepélyes szertartást követően Nagy Imrével és a forradalom más mártírjaival együtt újratemették.

### A Maléter-legenda
A forradalom leverése után sokáig tartotta magát a vágyszülte hír, hogy Malétert nem fogták el az oroszok, vagy ha igen, kiszabadult és a Bakony hegyei közt gyűjti a csapatokat, hogy megmentse a forradalmat. Egy másik változat szerint a helyszín a Bükk volt. (Talán nem véletlen, hogy mindkét hegység korábban népi hősök, betyárok legendás búvóhelye volt. A Mecsek hegyeiben a forradalom után csakugyan hetekig folytatódott a felkelők – a mecseki láthatatlanok – ellenállása.)
„(A legenda) bizonyára ugyanazzal magyarázható, mint Maléter Pál hírnevének üstökösszerű felívelése a forradalmi napokban. Mint katona, fiatal, de már parancsnoki pozícióban levő tiszt, mindenki másnál tökéletesebben tudta kielégíteni a romantikus szabadsághős iránti népi igényt” – írta Litván György történész.

### Emléke
Maléter Pál neve megjelenik Robert A. Heinlein Csillagközi invázió című könyvében. A 13. fejezet végén feltűnik egy csapatszállító űrhajó, amely Maléter Pálról van elnevezve (az angol szövegben Pal Maleter).

## Vitatott kérdések
Maléter 1956-os szerepének vannak vitatott pontjai, főleg mióta Pongrátz Gergely, a Corvin köz felkelőinek parancsnoka visszaemlékezéseiben azt írta, Maléter agyonlőtt két elfogott felkelőt a Kilián laktanyában, és másik hét halálát okozta, amikor egy csoportot kizavartatott az épületből a szovjet tankok elé. Mások, mint Eörsi László megalapozatlannak tartják ezeket a vádakat.

### Rendfokozatai
- 1942. december 6.: hadnagy
- 1943. február: főhadnagy
- 1943. március: százados
- Ismeretlen időpontokban: őrnagy, alezredes
- 1956 (?): ezredes
- 1956. november 3.: vezérőrnagy (hadügyminiszter)
- 1989: vezérezredes (posztumusz)